# AEKアテネ
A.E.K. (ギリシア語: AEK [ˈaek], formally Αθλητική Ένωσις Κωνσταντινουπόλεως）は、ギリシャ・アテネに本拠地を置く総合スポーツクラブ。ΑΕΚとはΑθλητική Ένωση Κωνσταντινουπόλεως（英：The Athletic Union of Constantinople　直訳すると「コンスタンティノープル体育連盟」）の略である。希土戦争の後のギリシャとトルコの住民交換によって、イスタンブール（コンスタンティノープル）からギリシャに移ってきたギリシャ人達によって設立された。エンブレムは、かつてコンスタンティノープルを首都としていた東ローマ（ビザンツ）帝国末期の国章・双頭の鷲を基にしている。
サッカー・バスケットボール・バレーボール・ハンドボールなどのクラブチームで構成されている。

## サッカー
ギリシャ・スーパーリーグでも常に優勝争いに絡む名門。オリンピアコス、パナシナイコスと並ぶギリシャを代表する強豪チーム。タイトル獲得数こそオリンピアコスに劣るものの、リーグ優勝11回、カップ優勝13回を誇る。

### タイトル

#### 国内タイトル
- リーグ：11回

1938-39, 1939-40, 1962-63, 1967-68, 1970-71, 1977-78, 1978-79, 1988-89, 1991-92, 1992-93, 1993-94
- カップ：13回

1931-32, 1938-39, 1948-49, 1949-50, 1955-56, 1963-64, 1965-66, 1977-78, 1982-83, 1995-96, 1996-97, 1999-2000, 2001-02
- リーグカップ：1回

1989-90
- スーパーカップ：2回

1989, 1996

#### 国際タイトル
なし

## バスケットボール
ギリシャA1バスケットボールリーグで9度の優勝を誇る名門であり、ユーロリーグでも1997-98シーズンにファイナルまで進出した。
選手やコーチングスタッフへの給与の遅配や未払いが度々発生しており、トラブルとなる事が多い。
2021年からアノ・リオシア・オリンピックホールをホームアリーナとしている。

### タイトル
ギリシャA1リーグ（1925, 1958, 1963, 1964, 1965, 1966, 1968, 1970, 2002）
ギリシャカップ（1980–81, 1999–2000, 2000–01）

### 歴代所属選手
- ニコラス・ジシス
- ステヴァン・イェロヴァツ
- ヨナス・マチュリス
- ミンダウガス・クズミンスカス
- ペロ・アンティッチ
- ジョーダン・セオドア
- ローランド・ブラックマン
- アキル・ミッチェル
- ブランドン・ナイト
- マリオ・チャルマーズ
- ジェワッド・ウィリアムズ
- ヴィクター・アレクサンダー
- ベン・マクレモア
- ジョーダン・マクレー
- イアン・ハマー
- アンディ・ロウティンス
- フィオンドゥ・カベンゲリ
- ロコ・ウキッチ
- ポップス・メンサー＝ボンス
- ヤニック・モレイラ

## バレーボール

### 歴代所属選手
- ジュラ・メシュテル